# Borgarnes
Borgarnes je město, ležící na fjordu Borgarfjörður, který se nachází v zálivu Faxaflói, na západě Islandu. Leží v obci Borgarbyggð. K 1. lednu 2014 zde žilo 1824 obyvatel. Zeměpisné souřadnice jsou 64°32' severní šířky a 21°55' západní délky.